# Bupalus bernieri
Bupalus bernieri là một loài bướm đêm trong họ Geometridae.